# 酸雨
酸雨是具有異常酸性的雨或其他任何形式的降落｜酸性水（其具有較高水準的氫離子（低pH值））。通常大多數水（包括飲用水）的pH值為中性，介於6.5-8.5之間，但酸雨的pH值低此水準，平均介於4-5之間。這種雨越酸，其pH值就越低。酸雨會對植物、水生動物和基礎設施造成有害影響。酸雨是因二氧化硫和氮氧化物排放進入大氣而引起，這些排放物與大氣中的水分子反應後產生酸。
已有證據顯示酸雨對森林、淡水水體、土壤、微生物、昆蟲和水生生物有不利影響。在生態系統中，持續降落的酸雨會降低樹皮的耐久性，讓植物種群更易受到乾旱、熱/冷和蟲害等環境壓力的影響。酸雨還能剝奪土壤中如鈣和鎂的營養成分，這些成分是植物生長以及維持土壤健康所需。酸雨還會導致基礎設施上油漆剝落、橋樑等鋼結構腐蝕、石造建築和雕像風化，以及影響人體健康。 
由於從1960年代就開始有對酸雨的廣泛研究，並公布其有害影響，包括歐洲和北美洲在內的一些政府從1970年代起即持續努力於制定法規，以減少二氧化硫和氮氧化物排放，而此做法已獲得正面成果。導致酸雨發生的硫和氮化合物主要是人為產生，但自然界也可透過閃電產生氮氧化物，及經由火山噴發而產生二氧化硫。
據報導，在工業化地區的雨水和霧水，其pH值偶爾會遠低於2.4。

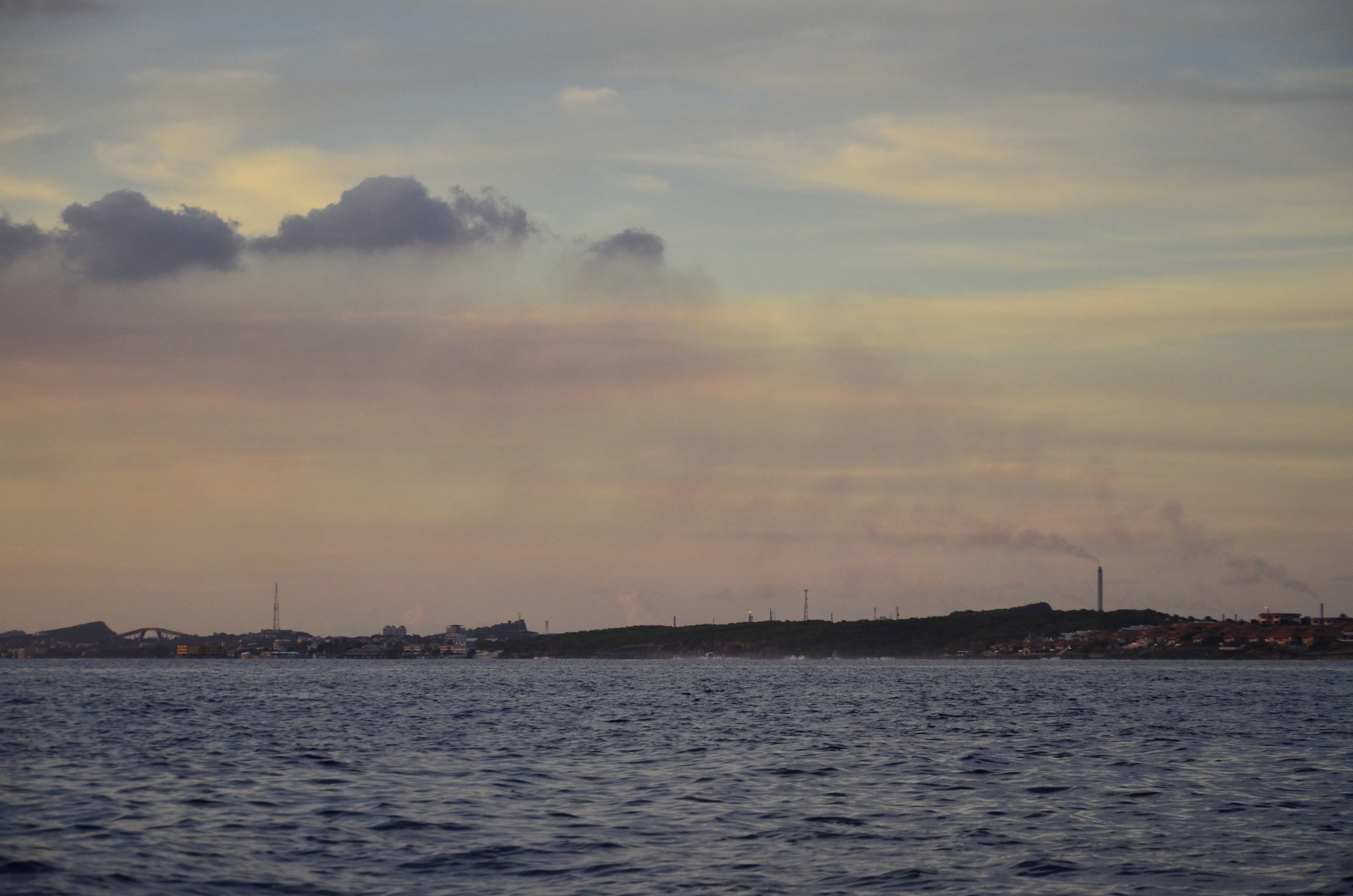
位於庫拉索的煉油廠，其二氧化硫排放，造成酸雲增長。

## 歷史
歐洲首先在1960年代對酸雨進行系統化的研究，而美國和加拿大在往後的10年內也進行類似的研究。

### 歐洲
英國皇家學會創始人之一約翰·伊夫林於17世紀提起受污染的酸性城市空氣對石灰石和大理石的腐蝕作用，並對第十四代阿倫德爾伯爵托馬斯·霍華德收集的大理石藝術品（阿倫德爾大理石收藏）的殘破狀況作描述。自第一次工業革命以來，排放到大氣中的二氧化硫和氮氧化物有所增加。蘇格蘭化學家羅伯特·安格斯·史密斯於1852年首先闡述在曼徹斯特酸雨與大氣污染之間的關係，他在1872年創造“酸雨”這個名詞。
科學家在1960年代後期開始對此現象作廣泛的觀察和研究。最初的研究重點放在酸雨產生的局部地區影響。挪威地質學家Waldemar Christofer Brøgger是首位發現英國的污染物會經歷漫長路途飄移後進入挪威的人，挪威大氣化學家Brynjulf Ottar在1970年代對此問題做系統化的研究。Ottar的研究工作受瑞典土壤科學家Svante Odén的強烈影響，Svante Odén透過大眾報紙激發人們對歐洲酸雨問題的廣泛關注，他在1968年就這項主題撰寫出一篇具有里程碑意義的論文。

### 美國

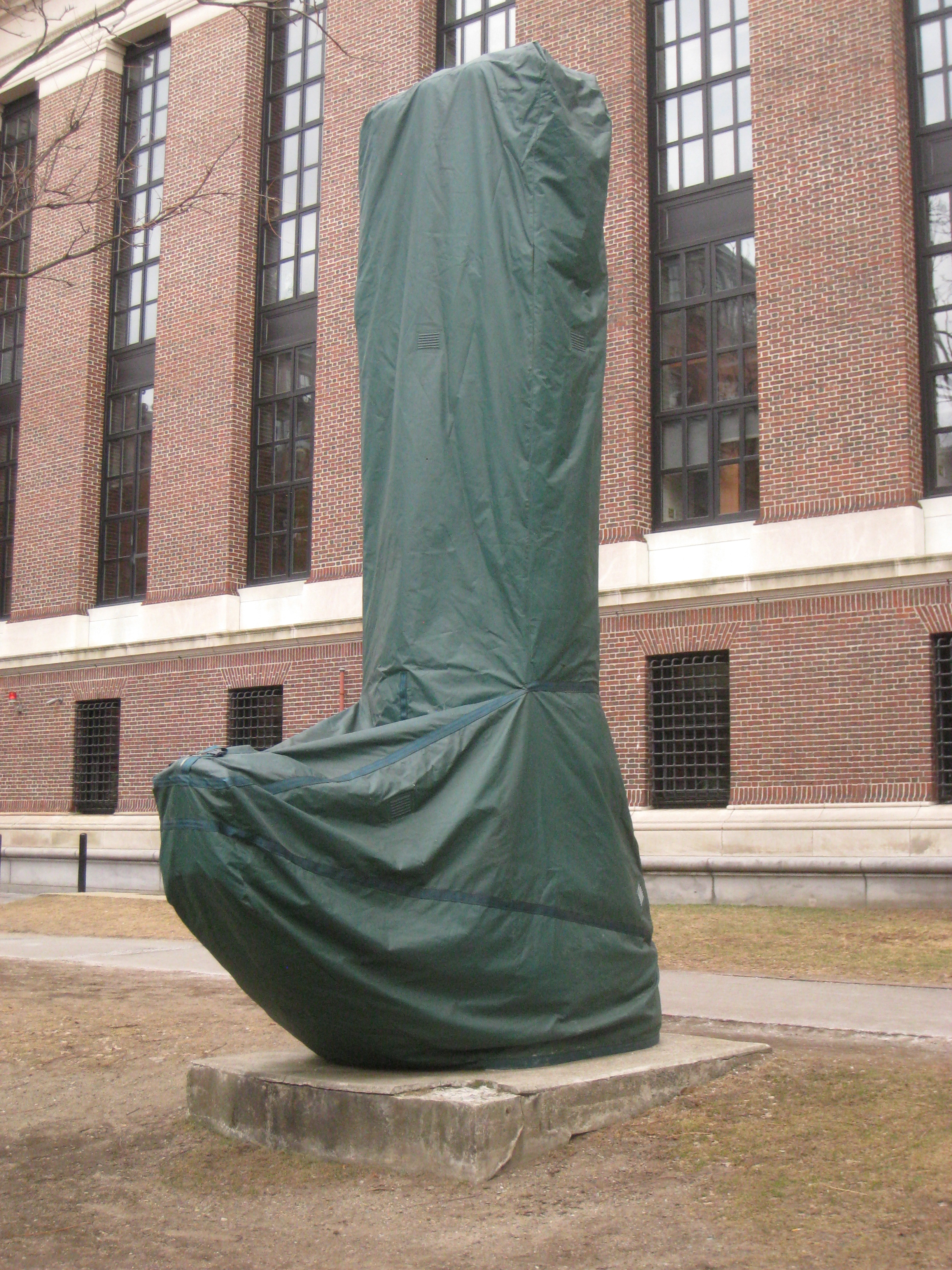
哈佛大學自1998年起每逢冬天，會把校園中一些青銅或大理石造的雕像以防水覆蓋物包覆（如相片中的哈佛贔屓），以防止由酸雨或是酸雪造成腐蝕。

關於美國酸雨的最早資料是由哈伯德布魯克谷實驗林收集而來的化學證據；經《紐約時報》在1970年代報導後，增加美國公眾對酸雨的認知。
包括吉恩·利肯斯在內的一組科學家在1972年發現沉積在新罕布什爾州白山山脈的雨水呈酸性。在此地取得樣本的pH值為4.03。隨後在當地進行一系列研究，以分析酸雨對環境的影響。雨水在此與溪水混合，之後再被土壤中的氧化鋁中和。研究結果顯示酸雨與鋁之間的化學反應會導致土壤的風化速度加快。也同時進行實驗，以檢查溪流酸度增加對生態物種的影響。一組科學家在1980年把新罕布什爾州諾里斯布魯克溪（Norris Brook ）的酸度改變，用來觀察物種行為的變化，結果是物種多樣性減少，少數優勢種群數目增加，食物網複雜度降低。
美國國會在1980年通過酸性降水法案（Acid Precipitation Act of 1980）。該法案根據國家酸性降水評估計劃 (National Acidic Precipitation Assessment Program，NAPAP) 建立為期18年的評估和研究計劃。NAPAP把監測點網絡擴大以確定降水的實際酸度，判別長期趨勢，並建立檢測乾沉降網絡。NAPAP使用統計學抽樣設計，利用具有針對性的研究和調查來確定和量化酸雨對淡水和陸地生態系統的影響，而建出區域性的資料。NAPAP還對酸雨對歷史建築、紀念碑和建築材料的影響做評估，並資助對酸雨在大氣作用和發展控制計劃的廣泛研究。
一開始，各方政策倡導者都試圖影響NAPAP的活動，以支持自身特定的政策倡導，或把其他政策競爭對手貶低。APAP工作對美國政府在科學上的努力所產生的重大影響，是在其評估過程和環境研究管理中從相對多數的科學家、項目經理和公眾群體吸收到的教訓。
美國國家科學院在1981年開始研究有關酸雨的爭議性議題。美國雷根總統在親自訪問加拿大並確認加拿大邊境受到來自美國中西部飄移而來的工業污染空氣影響之前，本來對此不屑一顧。最終雷根總統願意簽署由加拿大總理皮耶·杜魯道提出的反污染法規。雷根總統在1982年安排威廉·尼倫伯格進入國家科學委員會。尼倫伯格選擇一組科學家（包括吉恩·利肯斯）起草一份關於酸雨的報告。這批科學家在1983年提出一份報告草案，結論是酸雨是個確實的問題，應尋求解決方案。白宮的科學和技術政策辦公室審閱報告草案，並提出弗雷德·辛格對報告的建議，建議中對酸雨的成因提出質疑。小組成員並不同意辛格的立場，於4月將報告提交給尼倫伯格。而美國眾議院在1983年投票，把控制硫排放的立法推翻。關於尼倫伯格是否推遲發布小組報告一事曾發生過爭論。尼倫伯格本人否認他壓制報告的說法。
NAPAP在1991年首次發表對美國酸雨的評估。報導稱新英格蘭湖泊中有5%呈酸性，其中最常見的肇因是硫酸鹽。報告指出2%的湖泊不再適合美洲紅點鮭生存，6%的湖泊不適合許多米諾魚的生存。隨後提交給國會的報告中記錄下土壤和淡水生態系統中的化學變化、氮飽和度、土壤中養分含量減少、間歇性酸化、區域霧霾以及歷史古蹟發生的損壞。
同時，美國國會在1990年通過一系列對《清潔空氣法案》的修正案。這些修正案的第四篇（Title IV ）設下限額和排放權交易系統，目的在控制二氧化硫和氮氧化物的排放。Title IV要求所有發電廠的二氧化硫排放總量減少約1,000萬噸（即降低約50%），分兩個階段實施。第一階段於1995年開始，把110個排名在前發電廠的二氧化硫排放量限制在總計870萬噸。第二階段於2000年開始，美國的大部分發電廠均受到管制。
研究在1990年代仍持續中。美國國家環境保護局（EPA）於2005年3月10日發布佈州際清潔空氣法規 (Clean Air Interstate Rule，CAIR)，為發電廠污染物從一個州轉移到另一州提供解決方法。 CAIR為美國東部的二氧化硫和氮氧化合物排放設下永久的限制。預計全面實施後，東部28個州和華盛頓哥倫比亞特區的二氧化硫排放量會比2003年減少70%以上，而氮氧化合物排放量會減少60% 以上。.
總體而言，CAIR的限額與排放權交易已成功達成目標。自1990年代起，二氧化硫排放量已下降40%，據太平洋研究所稱自1976年起，酸雨數量已減少65%。在同時期，歐盟國家的二氧化硫排放量已減少70%以上。
美國在2007年的二氧化硫總排放量為890萬噸，在2010年法定期限到期前已達成CAIR計劃的長期目標。
EPA在2007年估計，企業和消費者遵守該計劃，到2010年產生的總成本將達到每年10億至20億美元之間，僅為最初預測的4分之1。《富比士》雜誌說：“經小布希政府強化的州際清潔空氣法規和排放權交易，美國在2010年的硫排放量已降至510萬噸。”
公眾科學這個名詞可追溯到1989年1月由奧杜邦學會發起的一場測量酸雨的運動。由倫敦大學學院教授穆基·哈克勒在伍德羅·威爾遜國際學者中心發表一名為“公眾科學與政策：歐洲視角”的政策報告，其中引用R. Kerson於1989年1月在《麻省理工科技評論》上首次提出的“公眾科學”。這份報告中提起：“這種參與科學的新模式式獲得‘公眾科學’的名稱。使用這名稱的首次記錄發生在1989年，有全美225名志願者參與收集雨水樣本，以協助奧杜邦學會舉辦的提高酸雨認知的活動。志願者收集樣品、測試酸度，並向學會回報。所收集的信息被用來呈現此現象的全貌。“

### 加拿大
加拿大漁業科學家哈羅德·哈維（Harold Harvey ）是最早研究“死”湖的人士之一。 他和另一位漁業科學家R.J. Beamish在1971年發表名為“La Cloche山脈湖泊的酸化”報告，把安大略省吉拉尼省立公園內60個湖泊中魚類種群逐漸惡化的情況做紀錄，他們從1966年就開始系統化的研究此類情況。
酸雨是加拿大安大略省西北部實驗湖區 (ELA) 在1970年代和1980年代的主要研究課題。研究人員在受控生態系統實驗中向整個湖泊添加硫酸，以模擬酸雨的影響。由於ELA地處偏遠，而得以進行整個生態系統實驗，研究顯示酸雨對魚類種群的影響，在濃度遠低於實驗室觀察到變化的時候即已開始發生。在食物網為背景的情況下，魚類種群在酸雨對魚類產生直接毒性影響之前即已崩潰，因為酸度已先行導致捕獵者食物來源的獵物種群（例如糠蝦）發生崩潰。當減少加入實驗硫酸後，魚類種群和湖泊生態系統至少有部分恢復，但無脊椎動物種群仍未完全恢復到基線的水準。這項研究顯示，湖水酸化與魚類數量下降有關聯，如果硫酸排放量減少，影響可被逆轉，此結論對加拿大和美國的政策產生影響。
加拿大7個省（不列顛哥倫比亞省、阿爾伯塔省和薩斯喀徹溫省除外）在1985年和加拿大政府簽署加拿大東部酸雨計劃（Eastern Canada Acid Rain Program）。 各省同意到1994年把二氧化硫的總排放量限制在230萬噸。加拿大-美國空氣品質協議（Canada-US Air Quality Agreement ）於1991年簽署。1998年，所有加拿大聯邦、省和地區的能源和環境主管共同簽署2000年後泛加拿大酸雨戰略（Canada-Wide Acid Rain Strategy for Post-2000），用來保護早期政策尚不足保護，更為敏感的湖泊。

## 化學物質導致的酸化
導致酸化最重要的氣體是二氧化硫。由於對硫化合物排放有更嚴格的控制，氮氧化物經氧化後而形成硝酸，其排放就變得越來越受矚目。每年由燃燒化石燃料和工業活動會產生70兆克（7,000萬公噸）的硫（以二氧化硫形式出現），野火會產生2.8兆克，火山產生7–8兆克。

### 自然現象
| 種類              | 致酸氣體排放 (克SO2每100克蛋白質當量 |
| ----------------- | ------------------------------------ |
| 牛肉              | 343.6                                |
| 起司              | 165.5                                |
| 豬肉              | 142.7                                |
| 羊肉              | 139.0                                |
| 水產養殖#甲殼動物 | 133.1                                |
| 禽肉              | 102.4                                |
| 水產養殖#魚類     | 65.9                                 |
| 蛋類              | 53.7                                 |
| 豆類              | 22.6                                 |
| 豌豆              | 8.5                                  |
| 豆腐              | 6.7                                  |

自然現象中主要是火山活動會把酸性氣體排放進入大氣。例如波阿斯火山（位於哥斯大黎加中部的活火山） 火山噴氣孔會產生大量酸雨和酸霧，pH值為2，已把周遭植被區完全清除，並經常刺激附居民的眼睛及肺部。陸地、濕地和海洋中發生的生物學過程也會產生產酸氣體。含硫化合物的主要生物來源是二甲硫醚。
雨水中的硝酸是植物所需固定氮的重要來源，由閃電等放電活動所產生。 
在地球偏遠處，已存在數千年歷史的冰河中也發現有酸性沉積物。

### 人類活動

位於俄亥俄州柴郡的嘉文將軍發電廠（燃煤火力發電）。

造成酸雨的主要原因是人類產生的硫和氮化合物，例如火力發電、畜牧業（參見畜牧業對環境的影響）、工廠和機動車輛。中國和俄羅斯工業產生的酸雨對本身以及其下風地區產生嚴重的問題。這些地區主要是燃燒含硫煤碳來供熱和電力。
發生酸雨的機會不僅隨著人口和工業的成長而增加，而且會擴散，導致受影響範圍更大。產業為減少污染當地，會建立高大的煙囪，讓氣體釋放進入大氣環流中，四處飄散，而助長酸雨的蔓延，造成廣泛的生態破壞。通常沉積會發生在位於排放源下風的遠處，往往山區會聚集最多的沉積（因為當地降雨量較高）。其中一例是落在斯堪地納維亞半島的低pH值雨水。

## 化學過程
燃燒燃料通常會產生二氧化硫和一氧化氮，然後轉化為硫酸和硝酸。

### 氣相化學

圖像顯示污染空氣進入大氣之後，往後會受到影響的地區。

在氣相中，二氧化硫經分子間作用力與羥自由基反應而氧化：
SO2 + OH· → HOSO2
接著是：
HOSO2· + O2 → HO2· + SO3
三氧化硫（SO3）遇到水，迅速轉化為硫酸:
SO3 (g) + H2O (l) → H2SO4 (aq)
二氧化氮與羥基作用形成硝酸:
NO2 + OH· → HNO3
NO2 + OH· → HNO3

### 雲滴中化學反應
二氧化硫在雲層中的轉化速度快於單獨運用氣相化學可解釋的速度。原因是發生在水滴中的反應。
水解
二氧化硫溶解於水滴中，經由一系列化學平衡反應而水解（與二氧化碳相似）：
SO2 (g) + H2O ⇌ SO2·H2O
SO2·H2O ⇌ H+ + HSO3−
HSO3− ⇌ H+ + SO32−
氧化
大量的水性反應把三氧化硫氧化成二氧化硫，而形成硫酸。最重要的氧化反應是與臭氧、過氧化氫和氧氣的反應（與氧氣的反應由雲滴中的鐵和錳催化）。

## 酸沉積

### 濕沉積
任何形式的降水（雨、雪等）均會從大氣中把酸輸送到地球表面，稱為酸的濕沉降。這或是由於雨滴中產生的酸沉積（見上述"氧化"），或是降水把雲中或雲下的酸移除而發生。在濕沉降中，移除氣體和氣膠效果相似。

### 乾沉降
酸也也有乾沉降的形式，這種沉降佔總酸沉降的20%至60%。因顆粒和氣體粘附在地表、植物或其他物體表面時即為乾沉降。

## 不良反應
已有證據顯示酸雨對森林、淡水和土壤會產生不利影響，如殺死昆蟲和水生生物，並會破壞建築物，影響人類健康。

### 地表水和水生動物

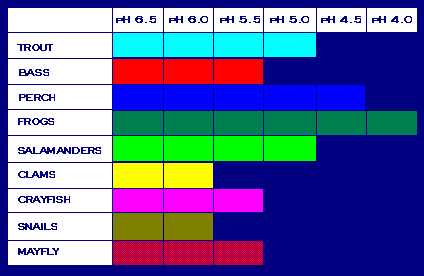
不同魚類、甲殼動物或是昆蟲忍受酸性的能力不同，例如蛙類就比鱒魚能忍受較高的酸度。

酸雨造成地表水有較低的pH值和較高的鋁濃度，這兩種情況均會對魚類和其他水生動物造成傷害。當pH值低於5時，大多數魚卵無法孵化，同樣的，較低的pH值會導致成魚死亡。當湖泊和河流變得更為酸化，生物多樣性就會減少。酸雨已消滅甚多地區的昆蟲和一些魚類（包括在地理敏感地區（如美國紐約州東北部的阿第倫達克山脈）的一些湖泊、溪流和小溪中的美洲紅點鮭）。但酸雨經由流域中的地表徑流，去直接或間接影響湖泊和河流酸度的程度（即取決於周圍流域的特徵）並非一致。EPA網站的資料顯示：“經過調查的湖泊和溪流中，酸雨導致75%的湖泊和大約50%的溪流出現酸化”。由於碳酸鹽礦物的緩衝作用，即使酸雨下降量相同，由矽酸鹽基底岩石形成的湖泊也比石灰岩或其他具有碳酸鹽成分（即大理石）基底岩石的湖泊，具有較高的酸性。

### 土壤
酸雨會嚴重破壞土壤生物學和土壤化學。一些微生物無法承受低pH值的環境而死亡。這類微生物的酶受酸影響而變性（因形狀改變而無法作用）。酸雨中的水合氫離子還會啟動如鋁等毒素，並把如鎂等的必需營養素和礦物質淋溶而流失。
2 H+ (aq) + Mg2+ (clay) ⇌ 2 H+ (clay) + Mg2+ (aq)
當鹼陽離子（如鈣和鎂）被酸雨淋溶時，土壤化學會發生巨大變化，而影響到敏感物種，如糖楓（學名：Acer saccharum Marshall）。
土壤酸化

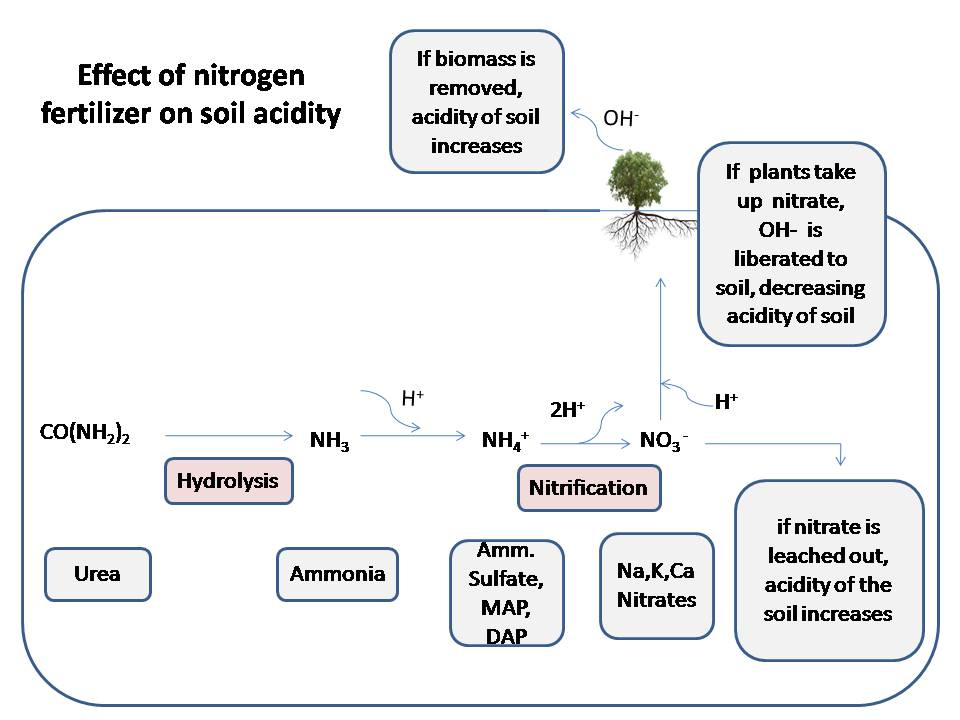
圖表:氮肥對於土壤酸度的影響。

酸性水和土壤酸化對植物的影響可能會很小，但在大多數情況下會很嚴重。大多數輕微的案例可歸因於植物對酸性不太敏感和/或酸雨本身不夠強。但即使在輕微的情況下，由於酸性水會把植物的自然pH值降低，而最終也會死亡。酸性水進入植物體內導致重要的植物礦物質遭溶解並被帶走，植物因缺乏所需的礦物質而死亡。在更嚴重的情況，同樣發生與輕微情況相同的礦物質被溶解而流失，但會以更快的速度進行。同樣的，降在土壤和植物葉子上的酸雨會導致葉子上的蠟質角質層乾燥，而導致植物水分迅速散發入大氣，最終導致死亡。要了解植物是否受到土壤酸化的影響，可仔細觀察其葉子。如果葉子呈綠色且看來健康，即表示土壤的pH值正常，適合植物生長。但如植物葉在葉脈之間發黃，那就表示植物已受酸化的影響。此外，受土壤酸化影響的植物無法進行光合作用，酸水誘導的乾燥過程會破壞葉綠體細胞。當植物無法進行光合作用，就不能製造營養，也不能為好氧生物製造氧氣，地球上的大多數物種均會受到影響，最終是植物已失去原有存在的目的。

### 森林和其他植被

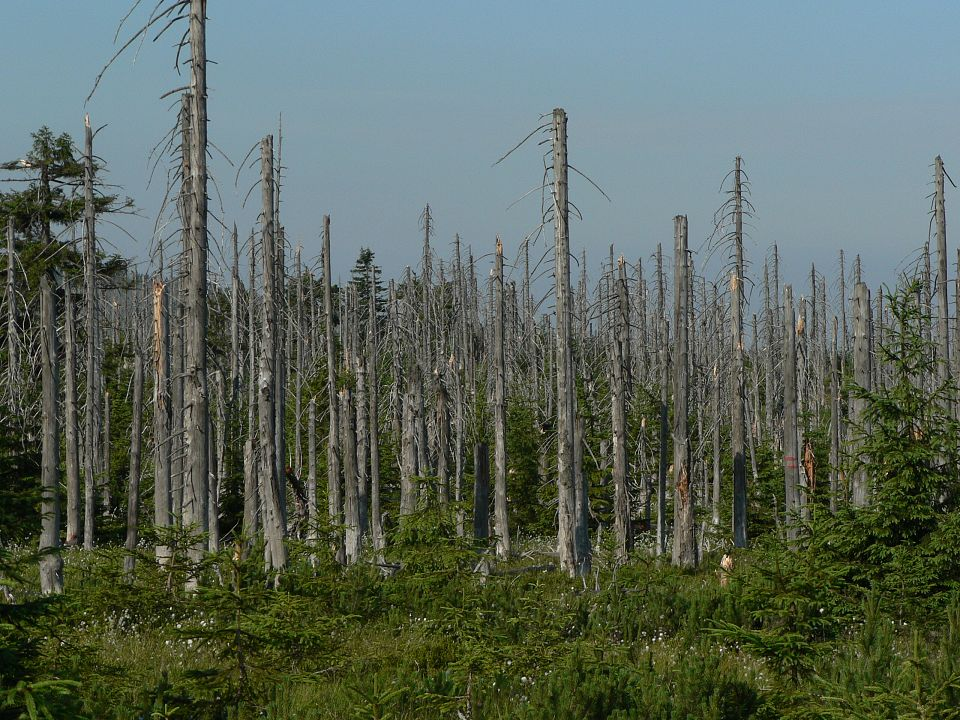
酸雨對位於黑三角地區森林的嚴重影響。

酸雨也會間接產生相關的不利影響，例如酸對土壤的影響（如上述）或是酸雨的高濃度氣態前體，高海拔森林特別容易受害，因為它們經常受到比雨水更酸的雲霧所籠罩。
其他植物也會受到酸雨的損害，但利用石灰和化肥來補充流失的養分，可將其影響降至最低。在耕地，還可添加石灰石以增強土壤保住穩定pH值的能力，但此策略在荒野土地上就難以施行。當紅雲杉針葉中的鈣被淋溶掉時，樹的耐寒性就會降低，並在冬季出現傷害，甚至是死亡。

### 海洋酸化
酸雨對全球海洋產生的危害要小得多，但會對沿海淺水區造成放大的影響。酸雨會導致海洋的pH值下降，即所謂的海洋酸化，讓沿海物種不易形成生存所需的外骨骼。這類沿海物種是海洋食物鏈中的一環，少了它們，本來依賴其為食物來源的海洋生物會因此餓死。珊瑚所具的石灰石骨架對pH值降低特別敏感，因為骨架的核心成分 - 碳酸鈣會在酸性（低pH值）海水中溶解。
除酸化作用之外，由於大氣中有過量的氮進入海洋，而促進浮游植物和其他海洋植物的生長，反過來可能會導致某些海域更頻繁發生有害的藻華和優氧化（而形成缺氧的“死區”）。

### 對人體健康的影響
酸雨中的酸相當稀薄，不會直接影響到人類的健康。但造成酸雨的懸浮微粒（二氧化硫和氮氧化物）確實會產生不利影響。而空氣中存在越多的懸浮微粒，就有更高的機會導致心肺問題，如哮喘和支氣管炎。 

### 其他不良影響

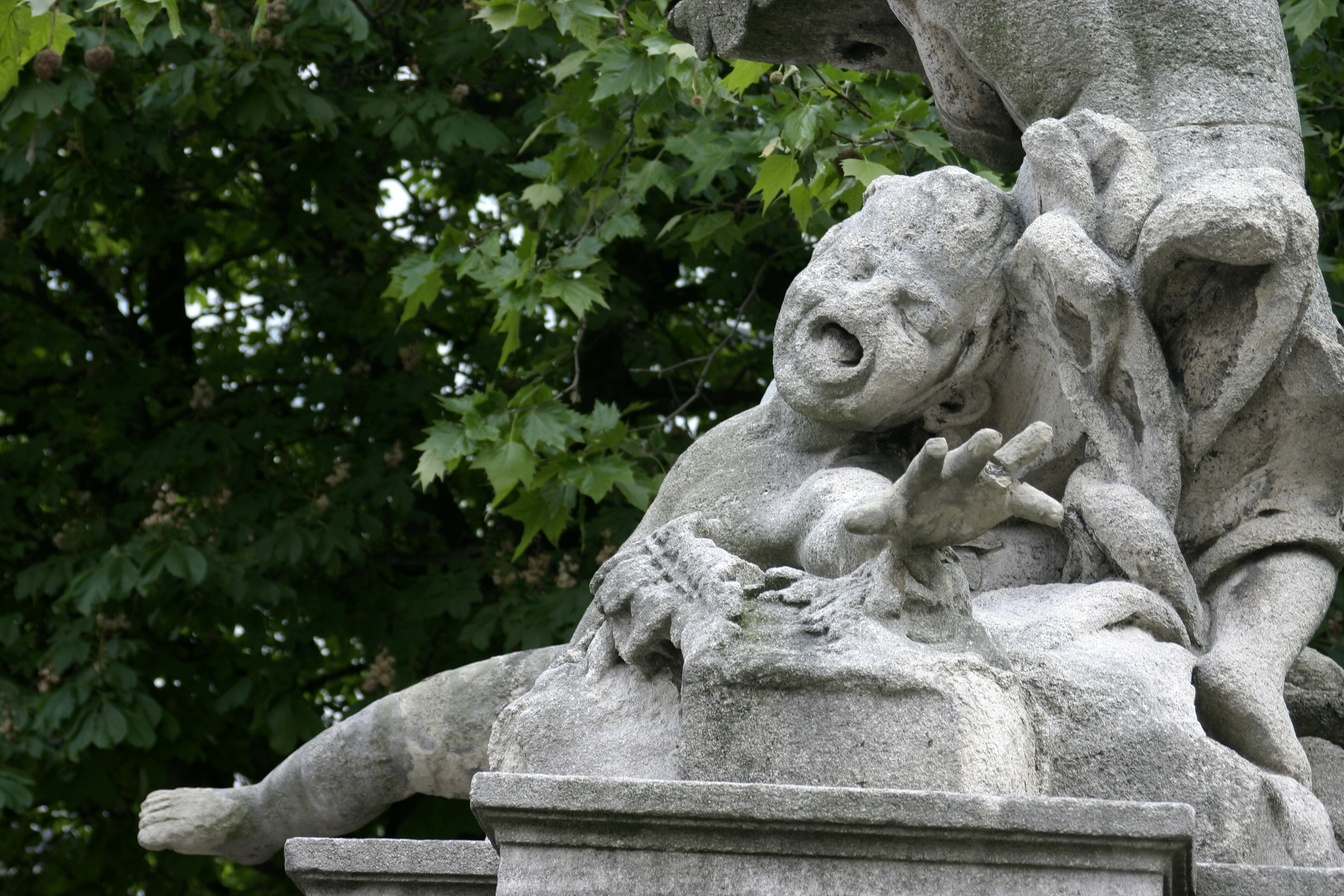
酸雨對石雕造成的影響。

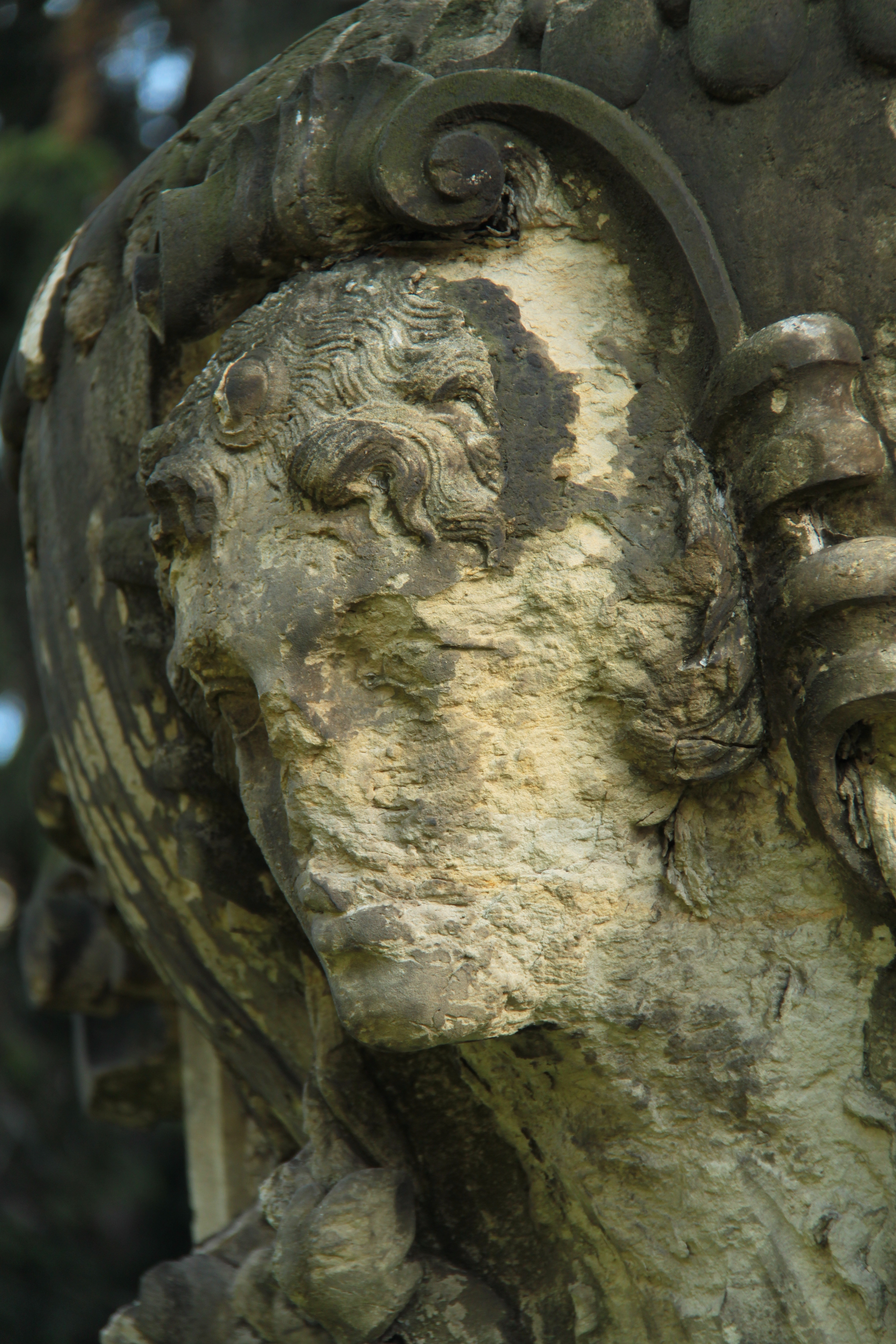
酸雨和風化在石雕上留下的痕跡。

酸雨會損壞建築物、歷史古蹟和雕像，尤其是那些由石灰石和大理石等含有大量碳酸鈣建材所建的。雨中的酸與石頭中的鈣化合物反應，生成石膏，然後石膏剝落。
CaCO3 (s) + H2SO4 (aq) ⇌ CaSO4 (s) + CO2 (g) + H2O (l)
這種影響在古老墓碑上很常見，酸雨會讓銘文變得無法辨認。酸雨還會增快金屬（尤其是鐵、鋼、銅和青銅）的腐蝕速度。 

## 受影響地區
全球受酸雨嚴重影響的地區包含有東歐的大部分，由波蘭起，向北進入斯堪地納維亞半島，美國東部的3分之1，和加拿大的東南部。其他受影響的地區包括中國的東南沿海和台灣。

## 預防方法

### 技術方案
許多燃煤發電廠採用煙氣脫硫(FGD) 法來去除煙道氣中所含的硫。這種脫硫法可把典型發電廠煙氣中至少95%的二氧化硫去除。這種FGD脫硫法中常用的是濕式洗滌塔。此種設施基本上是個配置有風扇的反應塔，先把熱煙道氣體抽入塔內，同時注入漿狀石灰或石灰石，與煙道氣混合後會與其中的二氧化硫結合。石灰石中的碳酸鈣會生成硫酸鈣（中性pH值），再以物理方式從洗滌器中把硫酸鈣移除。這種洗滌塔把硫污染轉化為工業硫酸鹽。
在某些地區，如果硫酸鈣的純度很高，可作為石膏出售給化學公司。在其他情況下，產出物會送到垃圾掩埋場棄置。酸雨的影響可持續幾代，因為低pH值會持續導致不需的化學物質浸入原本純淨的水源，殺死脆弱的昆蟲和魚類，並阻礙當地原生物種的復育。
採流化床燃燒工藝可減少發電過程中硫的排放。
透過車輛排放控制可減少機動車輛的氮氧化物排放。

### 國際條約

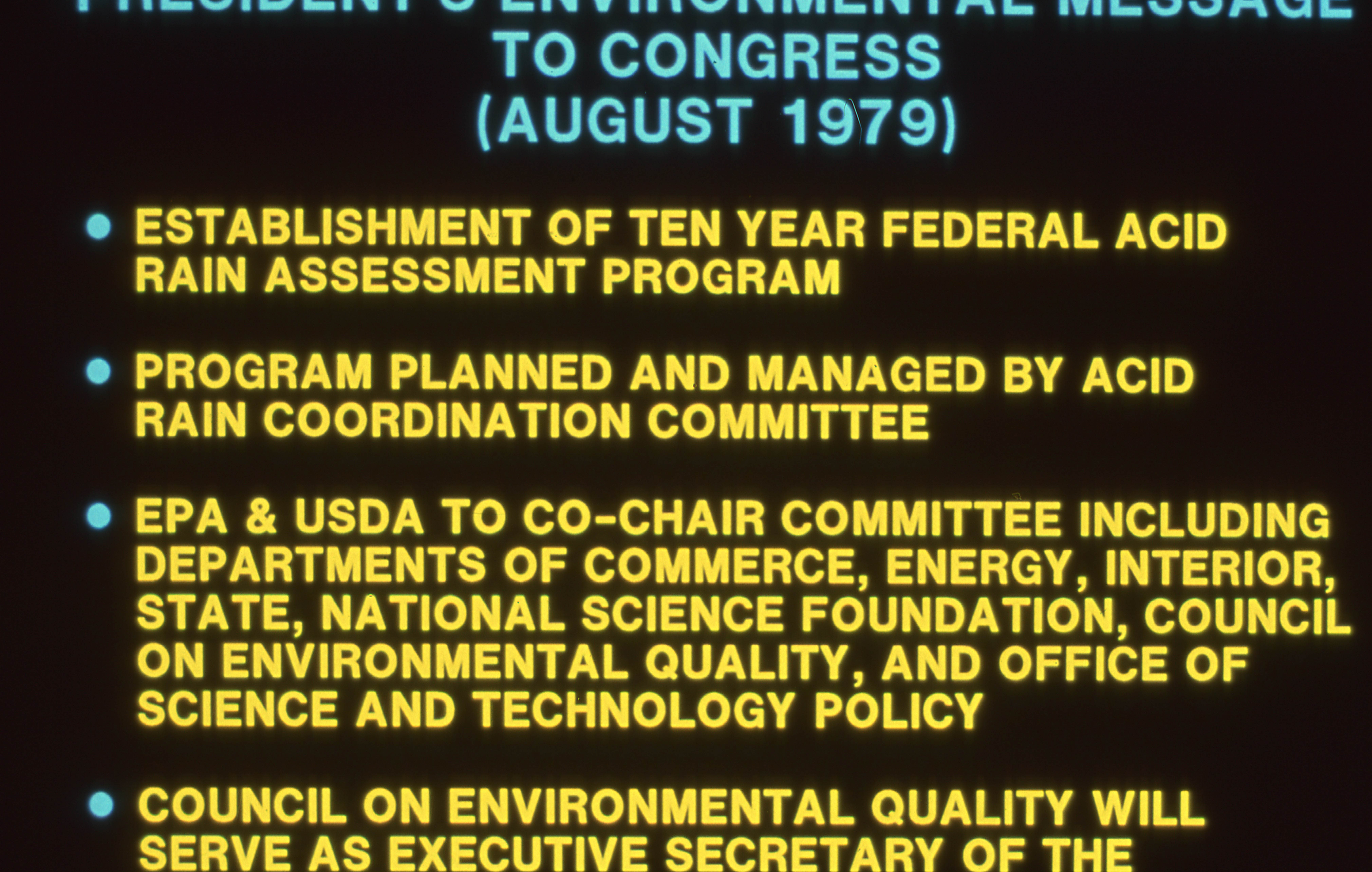
美國政府處理酸雨問題的行動。

西方國家就簽訂大氣污染物遠距離輸送的國際條約已有一段時日。從1979年開始，歐洲國家就召開會議以批准在聯合國歐洲經濟委員會會議期間所討論的一般原則，目的是克服遠距離越境空氣污染的問題（Long-Range Transboundary Air Pollution）。在《遠距離越境空氣污染公約》下的1985年赫爾辛基減少硫排放議定書簽訂後，讓公約獲得更進一步的推展。條約簽訂後，歐洲的顆粒物排放自1990年起減少約30%-80%，北美洲的則減少約30%-40%。該公約簽訂後所產生的效果激發國際社會採取更進一步行動以防止顆粒物擴散。加拿大和美國於1991年簽署《美加空氣品質協定》。大多數歐洲國家和加拿大也簽署類似的條約。 27個國家於1999年召開會議以進一步減少酸雨的影響，但有關遠距離越境空氣污染公約仍處於停滯的狀態。防治酸雨的國際合作於2000年首次在亞洲掀起。有10國（包含日本、中國和韓國）及國際機構集會，討論防止酸雨的方法。討論過後，於2001年設立東亞酸沉降監測網絡 (EANET，為一項政府間倡議），為決策者提供科學的資訊，並促進東亞國家間關於酸沉降方面的合作。迄2023年，EANET成員國包括有柬埔寨、中國、印尼、日本、寮國、馬來西亞、蒙古國、緬甸、菲律賓、韓國、俄羅斯、泰國和越南。

### 排放權交易
根據此監管計劃，當前的污染物排放者都可獲得或可在公開市場上購買指定污染物排放的配額。當排放者安裝控制污染設備後，可出售其多餘的排放配額，而可部分收回設備投資的成本。此做法是為經營者提供安裝防治污染設備的經濟激勵。
首個排放交易市場是根據清潔空氣法案1990年《修正案》而在美國建立。根據這項法案制定的酸雨計劃（Acid Rain Program）的總體目標是透過減少二氧化硫和氮氧化物的排放（酸雨生成的主因）來顯著達成環境和公共健康效益。該計劃為能以最低的社會成本來達成目標，採用的是同時透過監管和市場操作進行。

## 外部連結
- National Acid Precipitation Assessment Program Report （页面存档备份，存于） – a 98-page report to Congress (2005)
- Acid rain for schools （页面存档备份，存于）
- Acid rain for schools – Hubbard Brook
- United States Environmental Protection Agency – New England Acid Rain Program （页面存档备份，存于） (superficial)
- Acid Rain (more depth than ref. above)
- U.S. Geological Survey – What is acid rain? （页面存档备份，存于）
- Acid Rain: A Continuing National Tragedy – a report from The Adirondack Council on acid rain in the Adirondack region (1998)
- What Happens to Acid Rain? （页面存档备份，存于）
- Acid Rain and how it affects fish and other aquatic organisms